# 薩奇卡
薩奇卡是哥倫比亞的城鎮，位於該國東北部，由博亞卡省負責管轄，距離首府通哈32公里，始建於1556年7月16日，面積62平方公里，海拔高度2,036米，2005年人口3,783。
5°35′N 73°33′W / 5.583°N 73.550°W